# Zacoalco de Torres
Zacoalco de Torres är en stad i Mexiko.   Den ligger i kommunen Zacoalco de Torres och delstaten Jalisco, i den centrala delen av landet, 500 km väster om huvudstaden Mexico City. Zacoalco de Torres ligger 1 361 meter över havet och antalet invånare är 16 468.
Terrängen runt Zacoalco de Torres är varierad. Runt Zacoalco de Torres är det ganska tätbefolkat, med 90 invånare per kvadratkilometer. Zacoalco de Torres är det största samhället i trakten. I omgivningarna runt Zacoalco de Torres växer huvudsakligen savannskog.